# Liste d'œuvres d'art public en Eure-et-Loir
Cet article vise à recenser les œuvres d'art dans l'espace public du département français d'Eure-et-Loir, en région Centre-Val de Loire.

## Liste d'œuvres d'art public

### Châteaudun
| Œuvre                               | Auteur                 | Commune    | Localisation                          | Notes                                                                               | Installation | Coordonnées                      | Illustration                        |
| ----------------------------------- | ---------------------- | ---------- | ------------------------------------- | ----------------------------------------------------------------------------------- | ------------ | -------------------------------- | ----------------------------------- |
| Fontaine monumentale                | Henri Gaullier         | Châteaudun | Place du 18-octobre                   | Architecture néo-Renaissance, pierre                                                | 1860         | à géolocaliser                   | Fontaine monumentale                |
| Le Prisonnier de guerre             | Ernest-Eugène Chrétien | Châteaudun | Angle rue Gambetta / rue André-Gillet | Groupe sculpté, monument aux morts de la guerre de 1870 jusqu'en 1897               | 1878         | 48° 04′ 09″ nord, 1° 19′ 49″ est | Image manquante                     |
| Monument des francs-tireurs de 1870 | Antonin Mercié         | Châteaudun | Promenade du Mail                     | Monument élevé à la mémoire des défenseurs de Châteaudun par souscription nationale | 1897         | à géolocaliser                   | Monument des francs-tireurs de 1870 |
| Monument à saint Vincent de Paul    | Lachlan McLean         | Châteaudun | Hôtel-Dieu                            |                                                                                     |              | 48° 04′ 08″ nord, 1° 19′ 25″ est | Image manquante                     |
| Fontaine de la Sirène aux dauphins  |                        | Châteaudun | Rue Jean Moulin / Rue du Mail         |                                                                                     |              | 48° 04′ 17″ nord, 1° 19′ 47″ est | Image manquante                     |

### Dreux
| Œuvre                                             | Auteur                 | Commune | Localisation                              | Notes | Installation | Coordonnées                      | Illustration                                      |
| ------------------------------------------------- | ---------------------- | ------- | ----------------------------------------- | --- | ------------ | -------------------------------- | ------------------------------------------------- |
| Faune Dansant                                     | Eugène-Louis Lequesne  | Dreux   | Rue Marc-Sangnier, esplanade Noël-Parfait | Bronze à partir du modèle présenté au Salon de 1851 | 1851         | 48° 44′ 30″ nord, 1° 21′ 10″ est | Image manquante                                   |
| Jean de Rotrou                                    | Robert Delandre        | Dreux   | Place Rotrou                              | « A la mémoire de J. Rotrou lieutenant particulier au bailliage de Dreux né en la dite ville le 21 août 1609 mort victime de son dévouement pour ses concitoyens le 28 juin 1650 » « Œuvres de J. Rotrou - Hercule mourant / Antigone-Dom Bernard de Cabrère / Saint-Genest-Cosroès / Venceslas » Statue de Jean-Jules Allasseur fondue en 1942 ; remplacée par l'actuelle en pierre en 1943. | 1865, 1943   | 48° 44′ 13″ nord, 1° 21′ 58″ est | Jehan de Rotrou                                   |
| Au but                                            | Alfred Boucher         | Dreux   | Parc de la Mairie                         | À l'origine érigée place Paul-Doumer | 1888         | 48° 44′ 10″ nord, 1° 22′ 17″ est | Image manquante                                   |
| Monument à Louis Terrier                          |                        | Dreux   | Place des F.F.I. (En face de la gare)     | « A Louis Terrier - Ses amis et ses concitoyens - 1854-1895 » « Maire de Dreux - Député d'Eure-et-Loir - Ancien ministre du commerce et de l'industrie » Inauguré par Maurice Viollette, 4 ans après la mort de Louis Terrier, ce buste en bronze est fondu en 1942 par les Allemands, puis remplacé par une copie en granit. L'ensemble est déposé en 2017 dans le cadre du réaménagement de la place de la gare. Le buste sera reconstitué en bronze, dans l'atelier d’Anne-Cécile Viseux à Montreuil (Seine-Saint-Denis). | 1889         | 48° 43′ 54″ nord, 1° 22′ 12″ est | Monument à Louis Terrier                          |
| Monument aux morts de la Première Guerre mondiale | Charles-Albert Walhain | Dreux   |                                           | Édifié par souscription du Comité de Dreux du Souvenir français | 1921         | à géolocaliser                   | Monument aux morts de la Première Guerre mondiale |
| La Fille prodigue Les trois âges de la vie        | Raoul Verlet           | Dreux   | Square de la République                   | Réalisée entre 1908 et 1910. Dépôt de L’État, commande de 1908 payée 15 000 francs. | 1931         | à géolocaliser                   | La Fille prodigueLes trois âges de la vie         |
| Les Marmousets ou Les Trois Amours                | Pierre-Marie Poisson   | Dreux   | Grande Rue Maurice Viollette              | Groupe sculpté | 1932         | à géolocaliser                   | Les Marmousets ou Les Trois Amours                |

### Nogent-le-Rotrou
| Œuvre                | Auteur               | Commune          | Localisation           | Notes | Installation | Coordonnées                      | Illustration         |
| -------------------- | -------------------- | ---------------- | ---------------------- | --- | ------------ | -------------------------------- | -------------------- |
| Les Chiens de relais | Camille Gâté         | Nogent-le-Rotrou | Place de la République | Groupe sculpté en fonte de fer, ayant reçu la médaille de bronze à l'exposition universelle de Paris de 1889 | 1889         | 48° 19′ 06″ nord, 0° 49′ 07″ est | Les Chiens de relais |
| Paul Deschanel       | Émile Fernand-Dubois | Nogent-le-Rotrou | Place Saint-Pol        | « À Paul Deschanel (1855-1922) »                                                                             | 1926         | 48° 19′ 17″ nord, 0° 49′ 19″ est | Paul Deschanel       |

### Autres villes d'Eure-et-Loir
| Œuvre                                             | Auteur            | Commune            | Localisation                                                                   | Notes | Installation       | Coordonnées                      | Illustration                                                           |
| ------------------------------------------------- | ----------------- | ------------------ | ------------------------------------------------------------------------------ | --- | ------------------ | -------------------------------- | ---------------------------------------------------------------------- |
| Monument aux morts 1914-1918                      | Félix Charpentier | Béville-le-Comte   | Grande rue, Église Saint-Martin                                                | « À nos morts glorieux » | 1924 (antérieur à) | à géolocaliser                   | Monument aux morts 1914-1918                                           |
| "L'Épouvantange"                                  | Caroline Lee      | Béville-le-Comte   | Devant l'ancien silo de la Société coopérative agricole d'Eure-et-Loir (SCAEL) | Sculpture en acier inox de 3,50 m. N.B. : en 2007, à la suite d'une commande de la municipalité, une douzaine d'œuvres d'art représentant des épouvantails ont été installées dans le village : voir Béville-le-Comte#« Capitale mondiale de l'épouvantail » et Les épouvantails de Béville-le-Comte sur Commons |                    | à géolocaliser                   | "L'Épouvantange"                                                       |
| Monument aux morts 1914-1918                      | Félix Charpentier | Bonneval           | Rue du Mail                                                                    | « Bonneval à ses enfants morts pour la France » | 1924 (antérieur à) | à géolocaliser                   | Monument aux morts 1914-1918                                           |
| Monument aux morts 1914-1919                      | Félix Charpentier | Chassant           | Église Saint-Lubin                                                             | « Morts pour la France 1914-1919 » | 1921               | 48° 17′ 43″ nord, 1° 03′ 47″ est | Morts pour la France 1914-1919 (Chassant)                              |
| Monument aux morts 1914-1919                      | Félix Charpentier | Combres            | Rue Jean-Moulin, Église Notre-Dame                                             | « Combres à ses enfants morts pour la France » | 1924 (antérieur à) | à géolocaliser                   | Monument aux morts 1914-1919                                           |
| Monument aux morts 1914-1918                      | Félix Charpentier | Dangeau            | Rue d'Illiers, Église Saint-Georges-et-Saint-Pierre                            | « La commune de Dangeau à ses enfants morts pour la France 1914-1918 » Wilhem architecte, Cochery entreprise. | 1924 (antérieur à) | 48° 12′ 31″ nord, 1° 17′ 10″ est | Monument aux morts (Dangeau)                                           |
| Monument aux morts 1914-1918                      | Félix Charpentier | Frétigny           | Rue Philidor, Église saint-Martin                                              | « Verdun » Émile Jouve, La Loupe | 1924 (antérieur à) | à géolocaliser                   | Monument aux morts 1914-1918                                           |
| Monument aux morts 1914-1918                      | Félix Charpentier | Fruncé             | Rue du Loir, Église Saint-Martin                                               | « La commune de Fruncé à ses enfants morts pour la France » | 1924 (antérieur à) | à géolocaliser                   | Monument aux morts 1914-1918                                           |
| Cerise                                            | Yves Galzin       | Luigny             | Entrée n° 4 de l'A11                                                           | Cheval percheron, réalisé par la fonderie d'art Macheret | 2003               | 48° 14′ 11″ nord, 1° 02′ 00″ est | Cerise                                                                 |
| Hubert Latham                                     |                   | Maillebois         | Rue Hubert Latham (D 939)                                                      | « À Hubert Latham (1883-1912) - Au vaillant aviateur, ses concitoyens et ses amis, élevé sur l'initiative de ses collègues au conseil municipal » |                    | 48° 37′ 51″ nord, 1° 08′ 55″ est | Hubert Latham                                                          |
| Maurice Vlaminck                                  | Paul Belmondo     | Rueil-la-Gadelière | D 316.2, en face de la mairie                                                  | « Au peintre Maurice Vlaminck (1876-1958), ses admirateurs, ses amis - 1962 » | 1962               | 48° 42′ 53″ nord, 0° 58′ 33″ est | Image manquante                                                        |
| Statue de Napoléon Ier                            |                   | Senonches          |                                                                                | Fonte de fer par la fonderie Goupil sur colonne de pierre | 1933               | à géolocaliser                   | Statue de Napoléon Ier                                                 |
| Monument aux morts de la Première Guerre mondiale | Félix Charpentier | Unverre            | Église Saint-Martin                                                            | | 1924 (antérieur à) | 48° 11′ 59″ nord, 1° 05′ 39″ est | Monument aux morts de la Première Guerre mondiale (Unverre)            |
| Monument aux morts de la Première Guerre mondiale |                   | Villemeux-sur-Eure | Intersection rue Saint-Pierre rue des Guinantiers                              | « À nos enfants morts pour la France » |                    | 48° 40′ 21″ nord, 1° 27′ 54″ est | Monument aux morts de la Première Guerre mondiale (Villemeux-sur-Eure) |